# Hardy Krüger
Hardy Krüger (Franz Eberhard August Krüger) (Berlín, 12 de abril de 1928 - Palm Springs, 19 de enero de 2022), fue un actor y escritor alemán. Participó en filmes europeos y estadounidenses de éxito.

## Biografía y carrera profesional
Hijo del ingeniero Max Krüger (un prominente miembro del partido nazi local) y Auguste Meier, ingresó en 1941, a los trece años, en las Juventudes Hitlerianas (Hitler Jugend) y posteriormente en la escuela-internado de elite nacionalsocialista "Adolf-Hitler-Schule". Por su apariencia física, fue seleccionado como actor del filme de propaganda nazi Junge Adler (1944) apareciendo con su nombre Eberhard Krüger. 
Al año siguiente, a los dieciséis años, terminados sus estudios, fue reclutado en la infantería en la 38.ª División de Granaderos SS Nibelungen, conoció los horrores de los campos de Bergen-Belsen y Dachau. Fue  sumariado por oponerse a disparar a un soldado estadounidense prisionero y fue condenado por cobardía ante el enemigo a ser pasado por las armas; pero el oficial a cargo rehusó ajusticiarlo aduciendo la juventud de Krüger y esto lo salvó.
Cayó prisionero de las tropas estadounidenses cuando hacía de estafeta militar. Fue liberado pero cayó prisionero de los soviéticos. Intentó escapar en dos oportunidades siendo capturado, el tercer intento fue exitoso. Su padre pereció en los campos de trabajos forzados de la URSS.
Tras la guerra, Krüger estaba determinado a ser actor y comenzó a participar en teatros de Hamburgo y Hanover. Ya en 1949, lo hacía en teatros de Berlín, Múnich, y Stuttgart. Orientó su carrera nuevamente al cine con el filme Diese Nacht vergess Ich nie (1949), continuando con otros filmes alemanes.

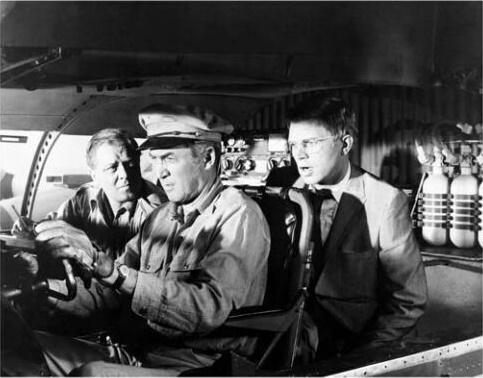
Hardy Krüger en un fotograma del film El Vuelo del Fénix (1965)

A mediados de la década de 1950, decidió viajar a París donde no tuvo buena acogida debido al sentimiento antialemán y luego emigró a Londres buscando nuevos horizontes. 
En la capital británica conoció al productor José Arthur Rank, fundador de la Organización Rank, que lo recomendó para aparecer en las producciones El único evadido (1957), el estreno de la película marcó el comienzo de la carrera cinematográfica internacional de Hardy Krüger. Luego siguió Bachelor of Hearts (1958) y La clave del enigma (1959), que lo lanzaron al ambiente cinematográfico internacional. 
Al año siguiente actuó en el exitoso filme francés Un taxi para Tobruk (1960), filmado en España. 
Krüger encarnó principalmente a personajes reconocidamente inteligentes, arrogantes, encantadores, carismáticos, intelectuales y estructurados con gran prestancia. Krüger por su estereotipo interpretó varias veces a oficiales nazis, papeles que no le agradaban por recordarle su pasado en la guerra y su abierta animadversión al nazismo y sus derivadas.
Interesado en África, adquirió en 1960 una propiedad rural en Ngorongoro, la actual Tanzania, lugar que serviría para la filmación de su siguiente película, Hatari! (1962), al lado de John Wayne. Por causas de política interna, tuvo que venderla en 1973.
Su dominio del alemán, inglés y francés fue muy apreciada por los productores, que lo solicitaban para sus películas. Esto también le sirvió a él para seleccionar guiones de mejor calidad y participar en coproducciones internacionales. 
Siguió participando en filmes ya clásicos como Sundays and Cybele (1962), El vuelo del Fénix (1965), El secreto de Santa Vittoria (1969), Barry Lyndon (1975), A Bridge Too Far (1977), y The Wild Geese (1978), entre otros.
En 1970 inició su carrera como escritor y publicó más de una docena de libros.
Estuvo casado en tres ocasiones y tuvo tres hijos de estos matrimonios. Sus hijos, Christiane Krüger y Hardy Krüger hijo, también siguieron la carrera de su padre.

## Filmografía
- Junge Adler  [ de ] ( Young Eagles ) (1944) como Heinz Baum, llamado "Bäumchen" (pequeño árbol).
- Nunca olvidaré esa noche (1949) como Eugen Schröter.
- Kätchen für alles (1949) como estudiante de actuación.
- Das Fräulein und der Vagabund (1949) como Karl.
- La chica de los mares del sur (1950) como Richard Kirbach.
- Insel ohne Moral (1950) como Manfred.
- Tienes que ser hermoso (1951) como Juppi Holunder Jr.
- Mi amigo el ladrón (1951) como Bimbo.
- Mi nombre es Niki (1952) como Paul.
- No puedo casarme con todos (1952) como Edi.
- Ilusión en clave menor (1952) como Paul Alsbacher.
- La luna es azul (1953) como turista (sin acreditar).
- Die Jungfrau auf dem Dach (1953) como Donald Gresham
- Mientras estés cerca de mí (1953) como Stefan Berger.
- ¿Debemos divorciarnos? (1953) como Andreas von Doerr.
- Yo y tú (1953) como Peter Erdmann.
- El último verano (1954) como Rikola Valbo.
- An der schönen blauen Donau  [alemán] (1955) como König Richard.
- Der Himmel ist nie ausverkauft  [alemán] (1955) como Michael.
- Coartada (1955) como Harald Meinhardt.
- Liane, diosa de la jungla (1956) como Thoren.
- Die Christel von der Post (1956) como Horst Arndt, detective de policía asistente.
- Banktresor 713  [ de ] (1957) como Klaus Burkhardt.
- El zorro de París (1957) como Capitán Fürstenwerth.
- El único evadido (1957) como Franz Von Werra.
- Confiesa, Doctor Corda (1958) como Dr. Fred Corda.
- Soltero de corazones (1958) como Wolf Hauser.
- El resto es silencio (1959) como John H. Claudius.
- Cita a ciegas (1959) como Jan-Van Rooyer.
- El ganso de Sedan (1959) como Fritz Brösicke.
- Cry Double Cross  [ de ] ( Bumerang ) (1960) como Robert Wegner.
- Un taxi para Tobrouk (1961) como el Hauptman Ludwig von Stegel.
- Dos entre millones (1961) como Karl.
- El sueño de Lieschen Mueller (1961, cameo ) como cazador de autógrafos.
- Hatari! (1962) como Kurt Müller.
- Les dimanches de ville d'Avray (1962) como Pierre.
- Tres fábulas de amor (1962) como El rubio.
- Le Gros Coup  [ fr ] (1964) como Frank Willes.
- Los desinhibidos (1965) como Vincent.
- El canto del mundo (1965) como Antonio.
- El vuelo del fénix (1965) como Heinrich Dorfmann.
- El desertor (1966) como el consejero Peter Heinzmann [25]
- La Grande Sauterelle  [ fr ] (1967) como Carl.
- Le Franciscain de Bourges  [ fr ] (1968) como Alfred Stanke.
- La dama de Monza (1969) como el padre Paolo Arrigone.
- La batalla del río Neretva (1969) como Kranzer.
- El secreto de Santa Vittoria (1969) como Capitán von Prum.
- La tienda roja (1969) como Aviator Lundborg.
- Das Messer  [ de ] (1971, miniserie de televisión) como Jim Ellis.
- Lo que vio el mirón (1972) como Paul.
- El solitario  [ fr ] (1973) como Eric Lambrechtl.
- Tigre de papel (1975) como Müller.
- Barry Lyndon (1975) como Capitán Potzdorf.
- Potato Fritz  [ de ] (1976) como Potato Fritz.
- El espía que nunca existió ( Tod eines Fremden ) (1976) como Arthur Hersfeld
- À chacun son enfer  [ francés ] (1977) como Comisario Bolar
- Un puente lejano (1977) como Generalmajor der Waffen-SS Karl Ludwig.
- Los gansos salvajes (1978) como el teniente Pieter Coetzee.
- Aleta azul (1978) como Bill Pascoe.
- Alta sociedad limitada (1982) como daños
- Wrong Is Right (1982) como Helmut Unger.
- El hombre interior (1984) como Mandell
- Guerra y recuerdo (1988-1989, miniserie de televisión) como el mariscal de campo Erwin Rommel.
- Familiengeheimnisse - Liebe, Schuld und Tod (2011, película para televisión) como Victor Frey.

## Premios
Recibió varios premios alemanes por su carrera cinematográfica, entre los que destacan:
- 2001, Legión de Honor en grado de Oficial.
- 2008, Premio Bambi por su trayectoria profesional.